# グラップリング
グラップリング（grappling）は、組み技全般を指す格闘技用語。または、競技名。総合格闘技において組み技に特化した選手はグラップラーと称される。

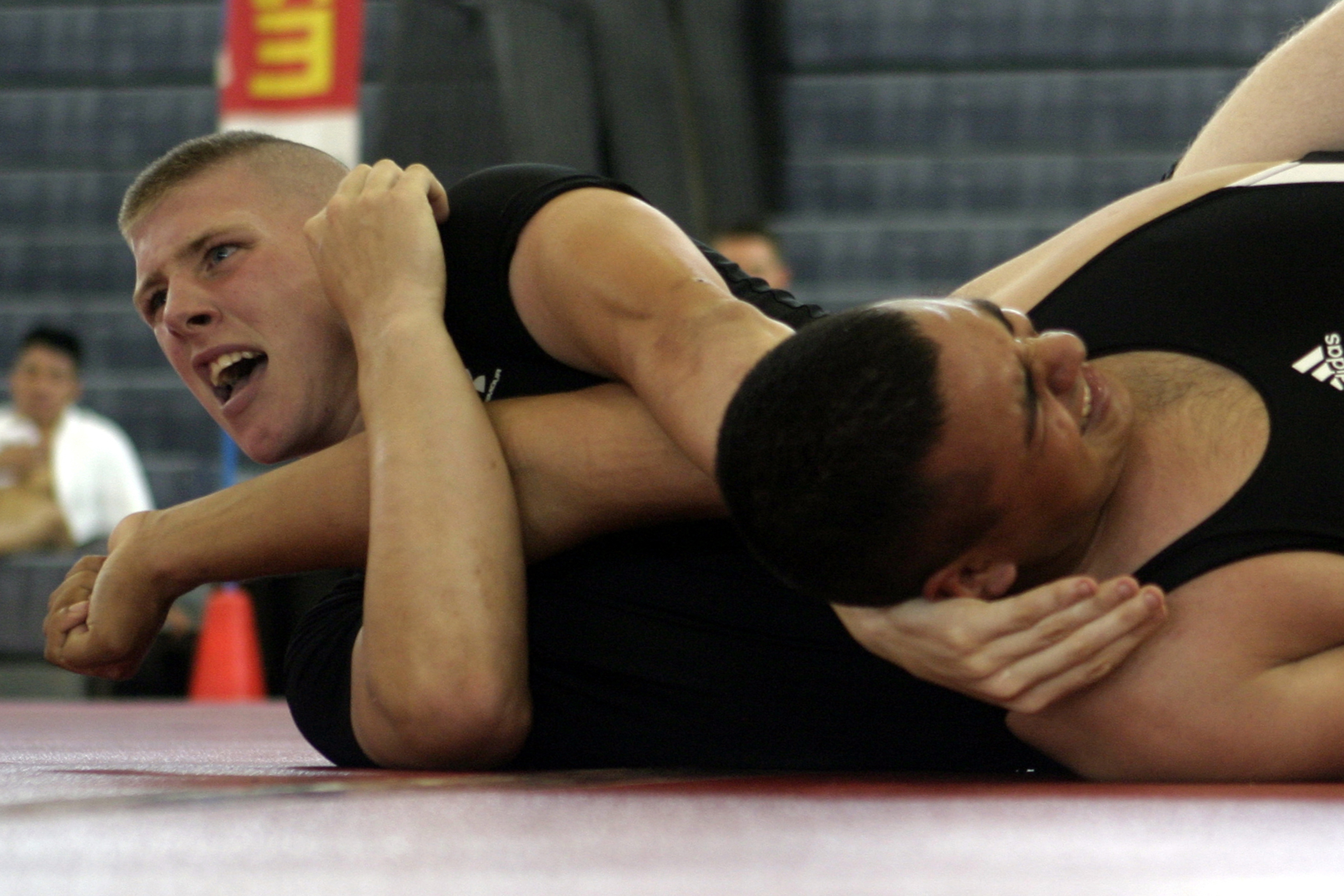
2005年に沖縄県キャンプ・シュワブにおいて行われたグラップリング大会の様子

## 競技として
総合格闘技から打撃技を省いたものであり、関節技もその多くが有効である（柔道で認められるような関節技は有効）。ただし、ヒールホールドなど一部の危険な技は禁止されている。
- ギ（Gi、着衣格闘技、「柔術着（ギ）」を着るルール）
- ノーギ（No-Gi、「柔術着（ギ）」を着ないルール）

以上の2種類がある。ノーギの場合でも上半身にラッシュガードと呼ばれる擦り傷防止や滑り止めを目的としたシャツを着用する。
2006年に国際レスリング連盟 (FILA) が、「グラップリング」を新競技として認定し、2007年にFILA主催で第1回グラップリング世界選手権が開催される。
2010年3月27日、28日に第3回グラップリング世界選手権がポーランドのクラクフで開催される。タカ・クノウ（久能孝徳）がギで優勝し、日本選手として初の世界チャンピオンとなった。
2010年8月から9月にかけて、オリンピックの下部大会である第1回スポーツアコードワールドコンバットゲームズ（ワールドゲームズの格闘技版）が中国の北京で開催される。
国際オリンピック委員会 (IOC) がグラップリングにいいイメージを持っていないとしたことから、2013年にFILAはレスリング・スタイルから除外しパンクラチオンの一種目という扱いにする。2015年にノン・オリンピックスタイルのレスリングとして復活。

## 一般的なグラップリング
組み技で闘う競技の総称である。打撃技は一切禁止。フリースタイルレスリングにサブミッションを加えたもの（サブミッション・レスリング (submission wrestling) とほぼ同義）、打撃の無い総合格闘技ともいえる。
大会の主催者により微妙にルールが異なることが多い。一般には一本勝ちとポイント制を併用し、関節技・絞め技による決着、またはテイクダウン・ポジショニング・パスガード・リヴァーサルなどに与えられるポイントによる決着、同ポイントなら判定による決着を特徴とする。
エディ・ブラボーは柔術家でありながらノーギの先進性を度々主張しており、ジャン・ジャック・マチャドらギを重視する柔術家と見解を異にしている。
アメリカ合衆国留学中にブラジリアン柔術に魅せられたアラブ首長国連邦アブダビのシェイク・タハヌーン・ビン・ザイード王子がポケットマネーで開催する「ADCCサブミッション・ファイティング世界選手権（通称アブダビコンバット）」がグラップリングの世界最高峰の大会として知られる。日本の総合格闘家菊田早苗は2001年のADCC88kg未満級で優勝しており、日本におけるグラップリングの第一人者とされている。

### 主な大会

#### 世界選手権
- ADCCサブミッション・ファイティング世界選手権（ADCCサブミッション・ファイティング世界連盟主催）
- グラップリング世界選手権（世界レスリング連合主催）
- 世界ノーギ柔術選手権（国際ブラジリアン柔術連盟主催）

#### 日本選手権
- ADCC ASIA TRIAL（日本レスリング協会主催）[4]
- ADCC JAPAN CUP（ADCC JAPAN主催）
- 全日本サブミッションアーツレスリング選手権大会（日本サブミッションアーツレスリング連盟主催）
- FILA全日本グラップリング&パンクラチオン選手権大会（FILA日本グラップリング&パンクラチオン委員会主催）
- 全日本ノーギ柔術選手権（日本ブラジリアン柔術連盟主催）
- 全日本グラップリング選手権（ZST主催）

### プロ
いくつかのプロ総合格闘技団体においてグラップリングルールの試合が行われている。
日本でグラップリングルールを採用しているプロ団体は以下の通りである。
- ブラジリアン柔術 - 日本ブラジリアン柔術連盟の中核を担うIF-PROJECT主催のプロ大会「GI」（ギ）
- QUINTET

以下の団体は総合格闘技ルールの試合を行う傍ら、別個にグラップリングルールの試合を開催している。
- PRIDE - PRIDEコンテンダーズルール。
- プロフェッショナル修斗 - 修斗グラップリング。
- パンクラス - キャッチレスリング。
- ZST - グラップリング大会は「GT-F」とした大会名を使用する。
- DEEP X - Xがつくとグラップリングの試合となる。
- DEEP JEWELS
- スマックガール - SGGルール。
- CAGE FORCE
- VALE TUDO JAPAN - VTJグラップラーズクラウン。
- RIZIN FIGHTING FEDERATION
- IMPACT - プロ・アマ問わず参加型の興行。